# Um Tae-hwa
Um Tae-hwa   (Corea del Sud, 1980) és un director de cinema i guionista sud-coreà. El 2023, la seva pel·lícula Concrete utopia va ser seleccionada com a proposta de Corea del Sud a l'Oscar a la millor pel·lícula de parla no anglesa per als 96ns Premis Oscar que se es van celebrar el març de 2024. Per aquest treball va guanyar el premi a la millor direcció als 44ns Blue Dragon Film Awards.